# 椎名可憐
椎名可憐（しいな かれん、1966年5月25日 - ）は、日本の作詞家。主にアニメ・声優の楽曲の作詞を手掛ける。スターチャイルド関連の仕事が多い。

## 作詞
- 田村ゆかり
  - 『Little Wish 〜lyrical step〜』（アニメ『魔法少女リリカルなのは』エンディング曲）
  - 『Beautiful Amulet』（アニメ『魔法少女リリカルなのはStrikerS』エンディング曲）
- 堀江由衣
  - 『ヒカリ』（アニメ『いぬかみっ!』オープニング曲）この曲で堀江は自身初のオリコンTOP5入り。椎名自身も初めてオリコン作詞家ランキングにランクインした。
  - 『ラムネ色の夏』（アニメ『ラブひな』キャラクターソング）
- 茅原実里
  - 『Peace of mind〜人魚のささやき』（ノンタイアップ）
- 上坂すみれ
  - 『Hello my kitty』

ほか多数。